# Puramente casuale
Puramente casuale è il secondo singolo estratto dall'album Mediamente isterica della cantautrice catanese Carmen Consoli del 1998.
Il singolo non è stato accompagnato da nessun video musicale.

## Tracce
1. Puramente casuale
2. Quattordici luglio